# Бурдуков, Павел Тимофеевич
Па́вел Тимофе́евич Бурдуко́в (род. 6 апреля 1947, с. Шараповка, Курская область) — депутат Государственной думы РФ первого, второго и третьего созывов.

## Биография
Родился 6 апреля 1947 года в селе Шараповка Новооскольского района (ныне — Белгородской области). По национальности русский.
В 1966 году окончил Ново-Оскольский техникум механизации сельского и лесного хозяйства, затем сельскохозяйственный институт, Московскую Высшую партийную школу (1984), Академию государственной службы при Президенте Российской Федерации (1999). Кандидат экономических наук. Государственный советник I класса.
В 1966—1978 гг. механик, начальник станции техобслуживания, заведующий ремонтными мастерскими Куйбышевского районного объединения «Сельхозтехника» Калужской области.
В 1978-1984 секретарь партийной организации, с 1984 по декабрь 1993 года — директор совхоза имени М. И. Калинина Куйбышевского района Калужской области.
В 1993—1999 годах избирался в ГД РФ от Дзержинского избирательного округа. В Государственной Думе РФ первого и второго созыва был членом фракций АПР и Аграрной депутатской группы, являлся членом Комитета ГД по безопасности, членом комиссии Межпарламентской Ассамблеи государств-участников СНГ по вопросам обороны и безопасности.
В 2003 году избран в Государственную Думу третьего созыва по Дзержинскому одномандатному избирательному округу 86 Калужской области, выдвигался избирательным объединением КПРФ, был членом Агропромышленной депутатской группы, заместителем председателя Комитета ГД по безопасности. Избирался членом правления Аграрной партии России, членом президиума Аграрного союза Калужской области.
2004–2008 начальник орготдела Управления по организационному обеспечению деятельности Государственной Думы ФС РФ; 
с декабря 2010 — первый заместитель руководителя департамента по законодательному и правовому обеспечению НОП (Национального объединения проектировщиков). С октября 2014 г. исполняющий обязанности руководителя аппарата НОП.
Ныне — член Президиума Национального Гражданского Комитета по взаимодействию с правоохранительными, законодательными и судебными органами.
Награждён Почётной грамотой Государственной Думы Федерального Собрания Российской Федерации (2002).
Семья: жена, дочь.
Сочинения:
- Россия: пределы падения: (Демографический аспект устойчивого развития). Павел Тимофеевич Бурдуков — М., 1999 — 64 с.